# Vemmenhögs, Ljunits, Herrestads och Färs kontrakt
Vemmenhögs, Ljunits, Herrestads och Färs kontrakt var ett kontrakt i Lunds stift inom Svenska kyrkan. Kontraktets församlingar verkade i Ystads kommun, Sjöbo kommun och Skurups kommun. Kontraktet namnändrades 1 januari 2017 till 
Vemmenhögs, Ljunits, Herrestads, Färs och Österlens kontrakt som samtidigt utökades med all församlingar från Österlens kontrakt.
Kontraktskoden var 0705. 

## Administrativ historik
Kontraktet bildades 1995 av
hela Vemmenhögs, Ljunits och Herrestads kontrakt med
- Villie församling
- Örsjö församling som 2002 uppgick i Villie församling
- Skivarps församling
- Västra Nöbbelövs församling som 2002 uppgick i Skivarps församling
- Balkåkra församling som 2002 uppgick i Ljunits församling
- Snårestads församling som 2002 uppgick i Ljunits församling
- Skårby församling som 2002 uppgick i Ljunits församling
- Sjörups församling som 2002 uppgick i Ljunits församling
- Katslösa församling som 2002 uppgick i Villie församling
- Ystads församling
- Sövestads församling som 2002 uppgick i Sövestadsbygdens församling
- Bromma församling som 2002 uppgick i Sövestadsbygdens församling
- Bjäresjö församling som 2002 uppgick i Ljunits församling
- Hedeskoga församling som 2002 uppgick i Sövestadsbygdens församling
- Stora Herrestads församling som 2002 uppgick i Stora Köpinge församling
- Borrie församling som 2002 uppgick i Stora Köpinge församling
- Öja församling som 2002 uppgick i Stora Köpinge församling
- Östra Vemmenhögs församling som 2002 uppgick i Skivarps församling
- Västra Vemmenhögs församling som 2002 uppgick i Skivarps församling
- Svenstorps församling som 2002 uppgick i Skivarps församling
- Skurups församling
- Solberga församling som 2002 uppgick i Villie församling
- Slimminge församling som 2002 uppgick i Villie församling
- Stora Köpinge församling
- Baldringe församling som 2002 uppgick i Sövestadsbygdens församling
- Högestads församling som 2002 uppgick i Sövestadsbygdens församling
- Löderups församling
- Hörups församling som 2002 uppgick i Löderups församling
- Valleberga församling som 2002 uppgick i Löderups församling
- Glemminge församling som 2002 uppgick i Löderups församling
- Ingelstorps församling som 2002 uppgick i Löderups församling

hela Färs kontrakt med
- Vanstads församling som 2010 uppgick i Lövestads församling
- Tolånga församling som 2010 uppgick i Lövestads församling
- Röddinge församling som 2010 uppgick i Lövestads församling
- Sövde församling som 2006 uppgick i Blentarps församling
- Blentarps församling
- Everlövs församling som 2006 uppgick i Blentarps församling
- Lövestads församling
- Öveds församling som 2002 uppgick i Östra Kärrstorps församling
- Björka församling som 2002 uppgick i Sjöbo församling
- Södra Åsums församling som 2002 uppgick i Sjöbo församling
- Ilstorps församling som 2002 uppgick i Sjöbo församling
- Fränninge församling som 2002 uppgick i Fränninge-Vollsjö församling som 2010 uppgick i en återbildad Vollsjö församling
- Vollsjö församling som 2002 uppgick i Fränninge-Vollsjö församling som 2010 uppgick i en återbildad Vollsjö församling
- Östra Kärrstorps församling som 2010 uppgick i Vollsjö församling
- Brandstads församling som 2002 uppgick i Östra Kärrstorps församling